# August Bahr
Johann Friedrich August Bahr (* 13. Juli 1801 in Rotenkirchen am Solling; † 25. Februar 1855 in Harburg, heute Hamburg) war von 1835 bis zu seinem Tod Bürgermeister von Harburg.

## Leben
August Bahr, Sohn des Amtmannes Carl Friedrich Bahr in Dannenberg (Elbe), absolvierte seine letzten Schuljahre an der Königlichen Klosterschule Ilfeld. Anschließend studierte er von 1819 bis 1821 Rechtswissenschaften an der Georg-August-Universität Göttingen. Nach dem Studium arbeitete als Auditor und Assessor-Anwärter in Dannenberg und Bleckede. Zum Zeitpunkt der  Verwaltungsordnung von 1827 war Bahr Magistratsassessor in Harburg. Dort übernahm er 1835 das Amt des Bürgermeisters, das er bis zu seinem Tod (1855) innehatte.
In seiner Amtszeit setzte Bahr sich besonders für die Förderung der Verkehrswege ein. König Ernst August I. von Hannover genehmigte 1840, nachdem Bahr sich für diesen neuen Verkehrsweg einsetzte,  den Bau der Eisenbahn Hannover-Harburg. Am  6. März 1847 fuhr die erste Lokomotive mit zwei Personenwagen durch Harburg.
Als ein weiteres Ziel verfolgte Bahr den Ausbau des Harburger Hafens. Im Jahr 1841 trug er die Pläne zum Bau einer neuen Hafenanlage in einer öffentlichen Audienz dem  König von Hannover vor. 1843 wurde der königlich hannoversche Baurat und Wasserbau-Direktor Johann Heinrich Blohm (1799–1858) mit der Planung und Bau einer neuen Harburger Hafenanlage beauftragt. Dieser neue Hafen konnte ab 1849 genutzt werden. Dadurch wurde der Umschlag im Harburger Hafen gewaltig gesteigert: Im Jahr 1847 legten 63 Seeschiffe an; am Ende der Dienstzeit Bahrs waren es 1.032 Schiffe, die durch die neue Kastenschleuse fuhren.
Eine weitere Förderung der Verkehrswege strebte Bahr mit der Einrichtung einer Dampffähre über die Süderelbe an. Sie wurde 1853 in Betrieb genommen und erst nach dem Bau der alten Harburger Elbbrücke im Jahr 1899 wurde diese Verbindung nicht mehr genutzt.
Harburger Tumulte im Jahr 1848, als Ausstrahlungen der Märzrevolution, veranlassten Bahr mit dem Harburger Magistrat zum Erlass der Bestimmungen für die Bürgergarde zu Harburg. Unter Bahr zog die Industrialisierung in die Stadt Harburg. Maßgeblich daran beteiligt war Bahrs Einsatz für die Verkehrswege.
Bahr verstarb 1855 im Alter von 53 Jahren an einem Herzschlag. Er wurde auf dem alten Harburger Friedhof beerdigt. Die Grabstelle wurde Mitte der 1980er Jahre abgeräumt.

## Ehrungen
Zum 100. Todestag hat man die Bahrstraße in Hamburg-Eißendorf nach ihm benannt.